# Восстание мопла
Восстание мопла, также Малабарское восстание — вооружённое восстание, поднятое в 1921 году против британских колониальных властей и индуистов мусульманами-мопла в южноиндийском регионе Малабар, ставшее самым крупным в серии восстаний мопла, происходивших на протяжении большей части XIX и в начале XX века (с 1836 года).

## История
В 1921 году восстание началось как реакция на жёсткую расправу с представителями движения в поддержку Халифата британскими властями в Эранадском и Валлуванадском техсилах Малабара. В первые дни восстания, которое началось после атаки английских солдат на мечеть в Тирурангади, вокруг которой собралось много недовольных мусульман, произошло несколько незначительных столкновений между добровольцами-сторонниками Халифата и полицией, но вскоре волна насилия прокатилась по всему региону. 
Мопла атаковали и взяли под свой контроль полицейские участки, некоторые британские правительственные учреждения, суды и государственные банки, захватывали железные дороги и уничтожали телеграфные линии, что нейтрализовывало деятельность колониальных властей. Являясь в основном кундиянами (крестьянами-арендаторами земельных участков) или батраками на сельскохозяйственных плантациях, мопла также напали и убивали индуистских дженми (помещиков), принадлежавших к кастам наиров и брахманов. Восставшим удалось в том числе захватить города Поннани, Кожикоде и Палаккад и дойти до Коимбатура, на занятых землях они провозгласили создание «Халифатского государства». 
На более поздних этапах восстания мопла совершили несколько зверств против индуистской общины, представителей которой они обвиняли в оказании помощи полиции для подавления их восстания. Анни Безант указывает, что мусульмане-мопла насильно заставили перейти в ислам многих индуистов и убили или изгнали всех тех из них, кто отказался менять веру, в общей сложности порядка 100 тысяч человек.

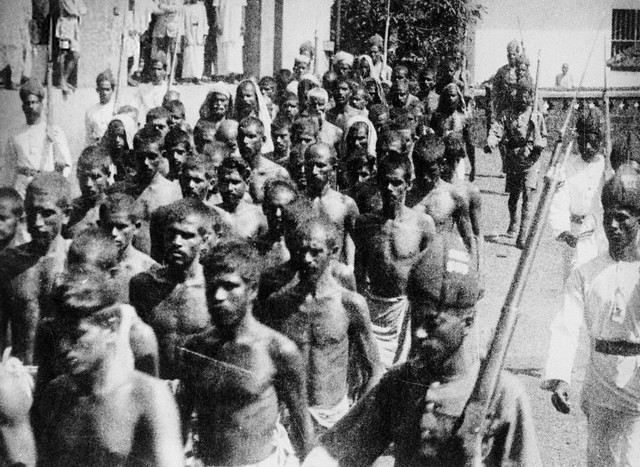
Захваченные повстанцы

Британское правительство подавляло это восстание очень жёстко, в этот район были направлены британские и гуркхские полки, там было введено военное положение. Во время одного из ключевых событий во время подавления восстания, позже ставшего известным как «трагедия в вагоне», погиб 61 из 90 заключённых мопла, перевозившихся в Центральную тюрьму в Подануре, задохнувшись в закрытом товарном вагоне. Однако мопла, несмотря на то, что существенно уступали англичанам по количеству вооружений и боевой подготовке, смогли вести против британских войск успешную партизанскую войну до конца 1921 года, а некоторые отряды в горах оказывали вооружённое сопротивление вплоть до февраля 1922 года.
В течение шести месяцев с августа 1921 года восстание охватило территорию площадью в 5200 км² — примерно 40 % от южномалабарской области Мадрасского президентства. По оценкам, в ходе восстания погибло 10000 человек, хотя официальные данные указывают другие числа: 2337 убитых повстанцев, 1652 раненых и 45 404 заключённых в тюрьму. По неофициальным оценкам, число попавших в тюрьму составляло почти 50 тысяч, 20 тысяч из которых были депортированы — в основном в исправительную колонию на Андаманских островах, в то время как около 10 тысяч пропали без вести. Наиболее видными руководителями восстания были Вариянкуннатх Кунахмед Кунджахаммад Хаджи (до начала восстания работал извозчиком), Ситхи Коя Тхангал и Али Муслияр. Оценки числа актов вынужденной смены веры находятся в диапазоне от 180 до 2500; 678 из 50 тысяч повстанцев были предъявлены обвинения в этом преступлении.
Современные британские политики и современные историки заметно расходятся в оценках инцидента, дискутируя на тему того, были ли бунты спровоцированы религиозным фанатизмом или недовольством в отношении сложившейся системы землевладения. В то время Индийский национальный конгресс не стал союзником движения мопла, и оно осталось в изоляции от более масштабного националистического движения. Однако современные индийские оценки рассматривают ныне это восстание как национальное выступление против британских властей и самое важное событие в политическом движении в Малабаре в тот период.
По своему масштабу и силе это было беспрецедентное народное волнение, подобного которому в Керале не было ни до, ни после. Помимо того, что мопла в ходе него находились в авангарде движения и были главными участниками столкновений, несколько общественных местных лидеров, не принадлежавших к мопла, активно поддерживали мятежников, а вместе с арендаторами-мусульманами против помещиков иногда выступали и арендаторы-индуисты, — это придавало восстанию характер общенационального антиколониального выступления. В 1971 году правительство штата Керала официально признало активных участников событий «борцами за свободу».

## В культуре
Событиям Малабарского восстания посвящён сюжет индийского фильма 1988 года на малаяльском языке «1921».